# Psila michelseni
Psila michelseni är en tvåvingeart som beskrevs av Shatalkin 2000. Psila michelseni ingår i släktet Psila och familjen rotflugor.
Artens utbredningsområde är Turkiet. Inga underarter finns listade i Catalogue of Life.